# Войтолово
Во́йтолово — деревня во Мгинском городском поселении Кировского района Ленинградской области.

## История
Упоминается на карте А. И. Бергенгейма, составленной по материалам 1676 года, как деревня Woitila.
На шведской карте Ингерманландии, составленной по материалам 1678 года, — как Våluta.
По данным 1702 года через деревню, вдоль южной административной границы Спасского погоста, проходила широтная дорога, ведущая до ныне не существующей деревни Захожье, вдоль которой располагались так же ещё три ныне не существующих поселения (одно из них – деревня Боровая). Большая часть этой дороги существует и по сей день, соединяя СНТ Захожье с деревней Горы.
Как деревня Ватула она обозначена на «Географическом чертеже Ижорской земли» Адриана Шонбека 1705 года.
Как деревня Вайтолова она упоминается на карте Санкт-Петербургской губернии Я. Ф. Шмидта 1770 года.
На картах начала XIX века — как деревня Войтула.
На карте Санкт-Петербургской губернии Ф. Ф. Шуберта 1834 года — как деревня Войтолово, состоящая из 25 крестьянских дворов.

ВОЙТОЛОВА — деревня принадлежит действительной тайной советнице княгине Татьяне Юсуповой, число жителей по ревизии: 105 м. п., 115 ж. п. (1838 год)

Согласно карте профессора С. С. Куторги 1852 года деревня называлась Войтолово и насчитывала 30 дворов.

ВОЙТОЛОВА — деревня князя Юсупова, по почтовому тракту, число дворов — 106, число душ — 131 м. п. (1856 год)

Число жителей деревни по X-ой ревизии 1857 года: 149 м. п., 157 ж. п..

ВОЙТОЛОВО — деревня владельческая при колодцах, число дворов — 109, число жителей: 149 м. п., 152 ж. п.; Школа. (1862 год)

Согласно подворной переписи 1882 года в деревне проживали 67 семей, число жителей: 164 м. п., 162 ж. п.; разряд крестьян — временнообязанные, а также пришлого населения 2 семьи, в них: 6 м. п., 10 ж. п..
Сборник Центрального статистического комитета описывал деревню так:

ВОЙТОЛОВА — деревня бывшая владельческая при реке Войтолове, дворов — 61, жителей — 336. Лавка. (1885 год)

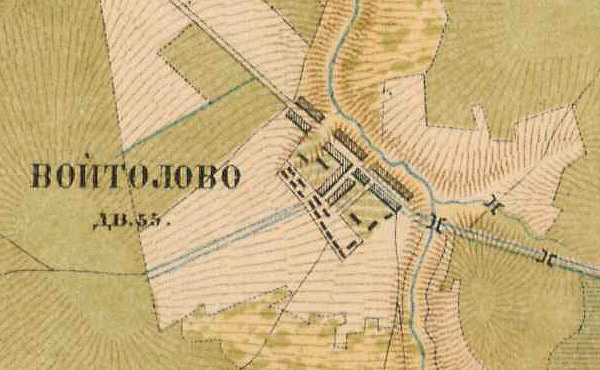
План деревни Войтолово. 1885 год

Однако согласно топографической карте 1885 года деревня Войтолово состояла из 55 крестьянских дворов.
В конце XIX — начале XX века деревня административно относилась к Лезьенской волости 1-го стана Шлиссельбургского уезда Санкт-Петербургской губернии.
К 1913 году количество дворов в деревне уменьшилось до 71.

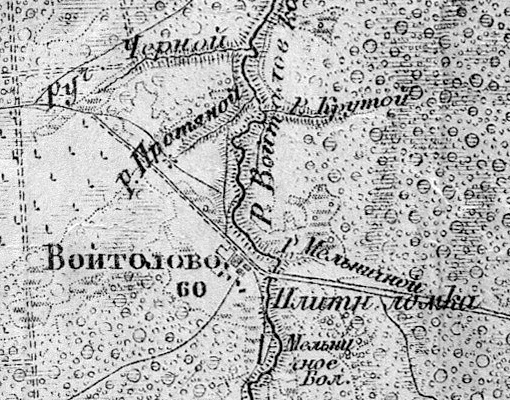
Деревня Войтолово на карте 1917 года

Согласно военно-топографической карте Петроградской и Новгородской губерний издания 1917 года деревня Войтолово состояла из 60 дворов. Смежно с деревней находились Плитная ломка и Мельничное болото, а также в реку Войтоловку впадал Ручей Мельничной.
С 1917 по 1923 год деревня Войтолово входила в состав Войтоловского сельсовета Лезьенской волости Шлиссельбургского уезда.
С 1923 года в составе Ленинградского уезда.
Согласно данным переписи населения СССР 1926 года в деревне Войтолово проживали 364 человека — все русские. Деревня была единственным населённым пунктом Войтоловского сельсовета.
С февраля 1927 года в составе Мгинской волости. С августа 1927 года в составе Мгинского района.
С 1928 года в составе Мгинского сельсовета.
По данным 1933 года деревня Войтолово входила в состав Мгинского сельсовета Мгинского района.

План деревни Войтолово. 1941 год

Согласно топографической карте РККА 1941 года деревня насчитывала 86 дворов. В деревне была своя школа.
Деревня была освобождена от немецко-фашистских оккупантов 22 января 1944 года.
В 1958 году население деревни Войтолово составляло 193 человека.
С 1959 года в составе Лезьенского сельсовета Мгинского района.
С 1960 года в составе Тосненского района.
По данным 1966 и 1973 годов деревня Войтолово также входила в состав Лезьенского сельсовета Тосненского района.
По данным 1990 года деревня Войтолово входила в состав Лезьенского сельсовета Кировского района.
В 1997 году в деревне Войтолово Лезьенской волости проживали 20 человек, в 2002 году — 32 человека (русские — 97 %).
В 2004 году в деревне была построена деревянная церковь Рождества Пресвятой Богородицы.
В 2007 году в деревне Войтолово Мгинского ГП проживали 12 человек.

## География
Деревня расположена в юго-западной части района к юго-западу от центра поселения, посёлка Мга.
Расстояние до административного центра поселения — 12 км.
К западу от деревни находится железнодорожная станция Войтоловка на линии Мга — Саблино. Расстояние до железнодорожной станции Мга — 10 км.
К югу от деревни проходит автодорога А120 (Санкт-Петербургское южное полукольцо).
Через деревню протекает река Войтоловка. Левая и правая части деревни, разделённые рекой, соединены мостом.

## Демография
| 1862 | 2007 | 2010 | 2017 |
| ---- | ---- | ---- | ---- |
| 301  | ↘12  | ↗36  | ↗42  |

## Транспорт
Деревня соединена с городом Кировск автобусным маршрутом № 577. По пути следования автобус также совершает остановку в посёлке Мга.
В непосредственной близости от деревни располагается железнодорожная станция Войтоловка.

## Улицы
Болотная, Лесная, Начальная, Новая, Полевая, Речная.